# Château de Tsuwano
Le château de Tsuwano (津和野城, Tsuwano-jō) était un château japonais situé au sommet du mont Shiroyama à Tsuwano, dans la préfecture de Shimane. Il a d'abord été appelé château de Sanbonmatsu ou château d'Ipponmatsu. Il n'en reste à présent que quelques vestiges.

## Histoire
Le château a été construit à partir de 1295 par Yoshimi Yoriyuki pour défendre la province d'Iwami. Le clan Yoshimi dirigea le château pendant 14 générations jusqu'à Yoshimi Hironaga, qui a soutenu  le clan Mōri lors de la bataille de Sekigahara en 1600. À la suite de la défaite, le clan Yoshimi quitta Tsuwano et Sakazaki Naomori reçu le domaine de Tsuwano pour son soutien au clan Tokugawa. Il commença à agrandir et à fortifier considérablement le château. Naomori mourut en 1616 sans descendant et le domaine fut donné à Kamei Masanori. En 1686, le donjon brûla après avoir été frappé par la foudre, et ne fut jamais reconstruit. Le clan Kamei diriga le château jusqu'à la restauration de Meiji, qui fut finalement démantelé en 1873.
Aujourd'hui il ne reste que des vestiges des murs en pierre, mais deux tours et une porte du château ont été déplacées et sont encore visibles aujourd'hui.

## Galerie

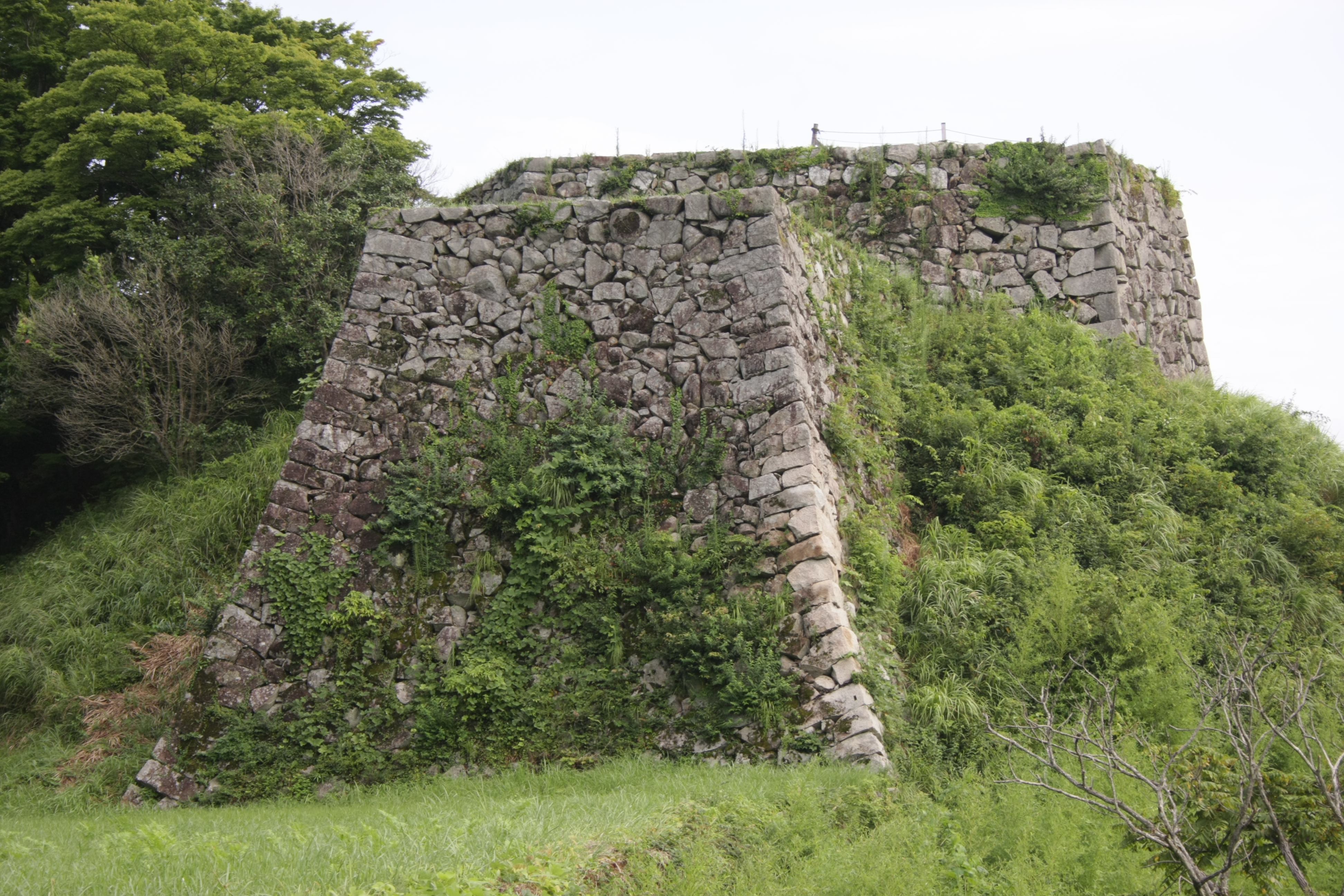
Anciens murs.
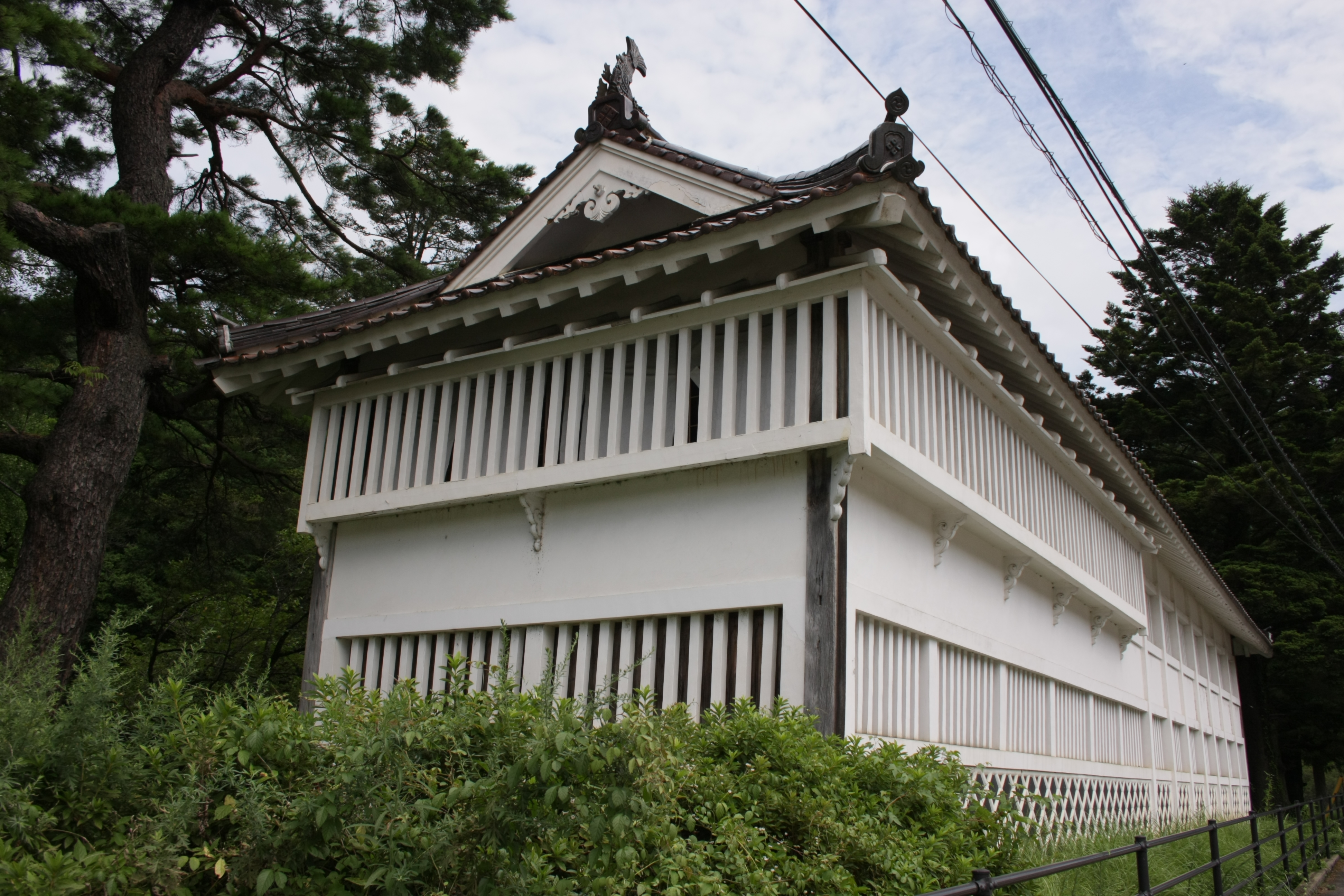
Ancienne tour du château (Monomi yagura).
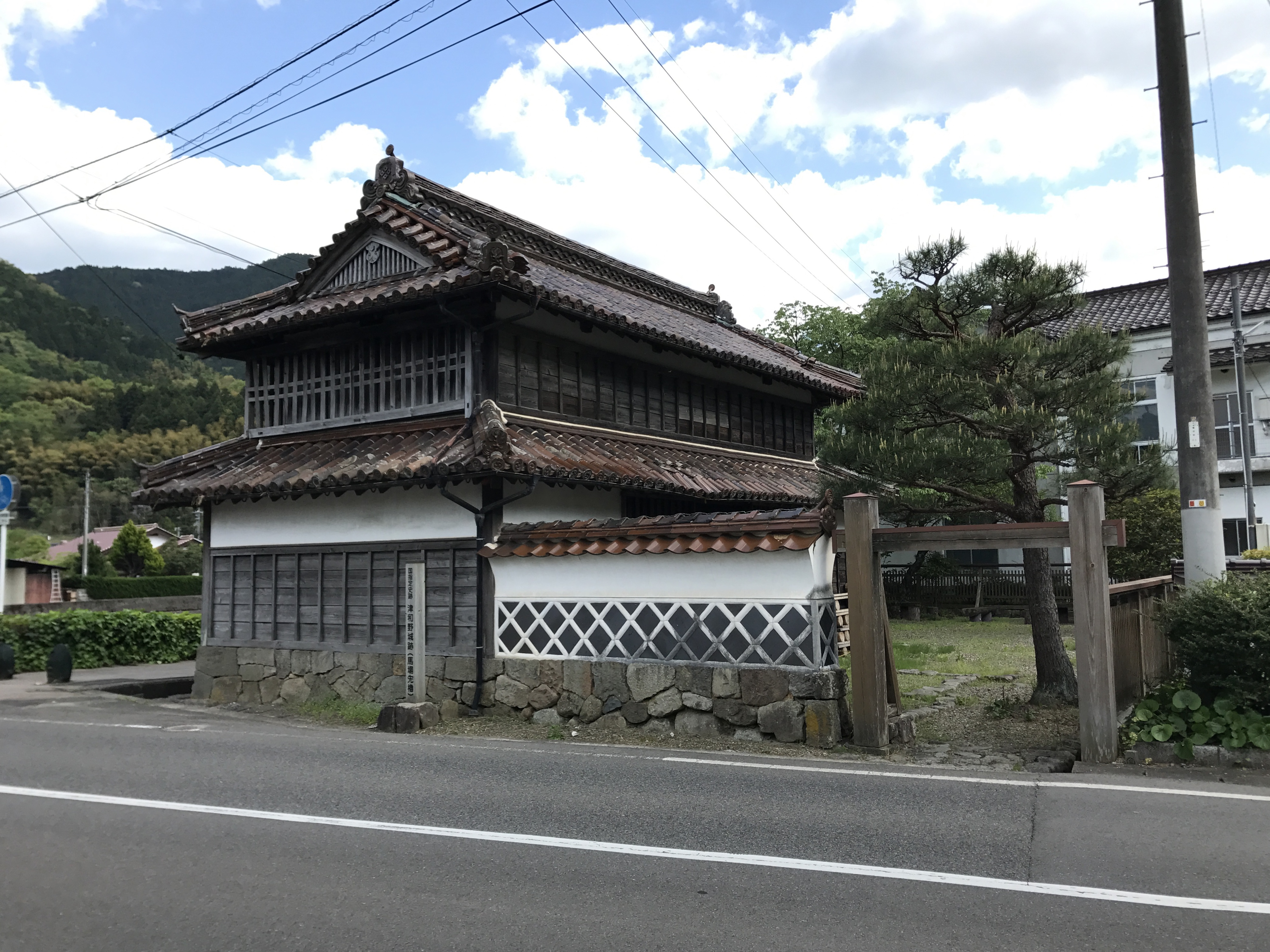
Ancienne tour du château (Babasaki yagura).